# Hans Hansson (politiker)
Hans Hugo Hansson, född 10 oktober 1906 i Barsebäcks församling i Malmöhus län, död 28 december 1993 i Göteborg, var en svensk sjöofficer och liberal politiker. Han var ledamot i Göteborgs stadsfullmäktige från 1951–1976 och var dess ordförande 1967-1976. Under sin tid som kommunalpolitiker i Göteborg blev han känd under smeknamnet Kapten Bölja (såsom varande sjöofficer).

## Biografi
Hans Hansson avlade studentexamen i Landskrona 1927 och sjöofficer 1930. Han var befäl i olika grader ombord på Svenska Amerika Liniens fartyg 1930-1937. Därpå följde studieresor till USA 1937, Storbritannien, Frankrike och Italien 1948, Sovjetunionen och Polen 1954, Spanien och Portugal 1955 samt Tyskland och Island 1959.
Hansson var verkställande direktör för Svenska Sällskapet för Räddning af Skeppsbrutne (Sjöräddningssällskapet) från 1937 till 1972 och därefter styrelseordförande fram till 1987. Han var ledamot av styrelsen för Göteborgs kyrkliga stadsmission från 1957.

## Familj
Hans Hansson var son till lantbrukaren Nils Nilsson och Elise, född Möller. Han gifte sig den 25 mars 1931 med Margareta Louise Guladis, född Fleetwood 1904, dotter till friherre Carl-Edvard Georg Herman Fleetwood och Jenny Lovisa Elvira, född Engström. Barn: Hans Lars-Olof, född 29 maj 1932 i Göteborg och gift med Ingvor Gudrun Elise Fahlén, född 30 april 1932 i Johanneberg.

### Fotnoter
1. ↑  ”"Kapten Bölja" går till historien”. Svenska Dagbladet:  s. 17. 18 juni 1987. https://www.svd.se/arkiv/1987-06-18/17. Läst 27 mars 2019.
2. ↑  Sveriges befolkning 1970, (CD-ROM version 1.04) Sveriges Släktforskarförbund 2003